# Molinara (Kampanien)
Molinara ist eine Gemeinde in Italien in der Region Kampanien in der Provinz Benevento mit 1434 Einwohnern (Stand 31. Dezember 2023). Sie ist Mitglied der Bergkommune Comunità Montana del Fortore.

## Geographie

Lage von Molinara in der Provinz Benevento

Die Gemeinde liegt etwa 25 km östlich der Provinzhauptstadt Benevento am Fluss Calore Irpino. Die Nachbargemeinden sind Foiano di Val Fortore, San Giorgio La Molara und San Marco dei Cavoti. 

## Wirtschaft
Die Gemeinde lebt hauptsächlich von der Landwirtschaft. 

## Infrastruktur

### Flug
- Flughafen Neapel